# Źródło podwodne
Źródło podwodne, źródło zatopione, źródło ukryte – rodzaj źródła, którego wypływ wód na powierzchnię terenu maskowany jest przez obecność wód powierzchniowych: płynących lub stojących. W zależności od charakteru tych wód wyróżnia się źródła:
- podmorskie;
- podjezierne;
- korytowe (w dolinie rzeki, trwale lub okresowe zatopione).